# Осборн, Барри
Барри М. Осборн (англ. Barrie M. Osborne; род 7 февраля 1944 года) — американский кинопродюсер, исполнительный продюсер и режиссёр.

## Биография
Барри родился в Нью-Йорке, в семье Герты Шварц и Уильяма Осборна, и вырос в Нью-Рошелле, где закончил Нью-Рошеллскую среднюю школу. Он выпускник Карлетонского колледжа в Нортфилде, Миннесоте, а в настоящее время живёт в Веллингтоне, Новой Зеландии.
Самая заметная работа Осборна это «Властелин колец: Возвращение короля», за которую он получил премию «Оскар», которую он разделил вместе с Питером Джексоном и Фрэн Уолш. В феврале 2012 года заканчивал подготовку ремейка «Великий Гэтсби», где Леонардо Ди Каприо играет Джея Гэтсби.

## Фильмография

### Продюсер
- Великий Гэтсби (2013) (исполнительный продюсер)
- Путь воина (2010) (продюсер)
- Викинги (2008) (продюсер)
- Мой домашний динозавр (2007) (продюсер)
- Самый быстрый «Индиан» (2005) (исполнительный продюсер)
- Властелин колец: Возвращение короля (2003) (продюсер)
- Властелин колец: Две крепости (2002) (продюсер)
- Властелин колец: Братство кольца (2001) (продюсер)
- Матрица (1999) (исполнительный продюсер)
- Без лица (1997) (продюсер)
- Фанат (1996) (исполнительный продюсер)
- Фарфоровая луна (1994) (продюсер)
- Рапа Нуи (1994) (исполнительный продюсер)
- Почище напалма (1993) (исполнительный продюсер)
- Дик Трейси (1990) (исполнительный продюсер)
- Детские игры (1988) (исполнительный продюсер)
- Пегги Сью вышла замуж (1986) (исполнительный продюсер)
- Фанданго (1985) (продюсер)
- Клуб «Коттон» (1984) (продюсер)
- Осьминожка (1983) (продюсер)
- Большое разочарование (1983) (продюсер)
- Путь Каттера (1981) (продюсер)
- Апокалипсис сегодня (1979)

### Другое
- Китайский синдром (1979) (второй помощник режиссёра)
- Дик Трейси (1990) (вторая команда режиссёра)
- Властелин колец: Братство кольца (2001) (добавочная вторая команда режиссёра)